# Carlos Núñez Maza
Carlos Núñez Maza (Luarca, Asturias, España 2 de abril de 1899 -  Ciudad Lerdo, Durango, México, 12 de abril de 1990) fue un destacado piloto y militar español que luchó en la guerra civil española en defensa de la Segunda República española, encuadrado en las Fuerzas Aéreas de la República Española. Durante la contienda ocupó importantes puestos dentro de las Fuerzas aéreas.

## Biografía

### Carrera militar
Nace en el contexto de una familia militar de Aragón y sus cinco hermanos también seguirán la carrera militar. 
Todavía en edad temprana fue enviado a la Academia de Infantería de Toledo, donde se licenció y posteriormente pasaría por petición propia al Protectorado de Marruecos. Durante estos años tomará parte en numerosas acciones de la guerra del Rif como la Toma de Xauen, en mayo de 1920, o su servicio en la Legión, donde conocería a Francisco Franco. En 1924 pasó a la península, donde realizó un curso en la escuela de pilotos de Albacete y se licenció como piloto, iniciando su carrera en esta rama; Para entonces ya ostentaba el rango de capitán. En 1930 participó en un raid aéreo sobre África, donde estuvo a punto de morir a consecuencia de un accidente que sufrió.
Después de proclamarse la II República, en 1932 realizó un curso de hidroaviones en La Spezia (Italia), y dos años después destinado al Aeródromo de León, donde le sorprenderían los hechos de la Revolución de Asturias. Aunque llegó a ser acusado de "auxilio a la Rebelión", no pudo probarse nada y tampoco parece seguro que tuviera alguna relación con la misma; Aun así, fue encarcelado durante un tiempo hasta que fue amnistiado tras las Elecciones de febrero de 1936. En abril fue nombrado secretario personal del entonces director general de Aeronáutica, el general Miguel Núñez de Prado, que a su vez le nombró presidente de la Compañía aérea de bandera española, LAPE, con el objetivo de que se asegurase la fidelidad de sus pilotos y operarios. En estas fechas, también fue un importante colaborador del jefe de la Aviación Militar, el teniente coronel Ángel Pastor Velasco. Por estas fechas se afilió a la Unión Militar Republicana Antifascista, junto a otros militares como el Teniente de aviación Arturo González Gil, el Capitán Carlos Faraudo o el Teniente de Asalto José del Castillo Sáenz de Tejada.

### Guerra civil española
Durante la sublevación militar del 18 de julio, partió a los cuarteles militares de Carabanchel pero no pudo evitar que se sublevasen. Así pues, en colaboración con Hernández Saravia e Hidalgo de Cisneros, coordinó la respuesta a la sublevación militar durante estos primeros días. También intentó evitar que su superior, Núñez de Prado, partiera a Zaragoza para asegurarse la fidelidad de la V División Orgánica, pero fue en vano. Su papel en esta primera etapa fue definido por el historiador Ramón Salas Larrazábal como la "eminencia gris" del Ministerio del Ejército.
A finales de julio bombardeó varias columnas sublevadas en Somosierra y el Alto del León, apoyando también la ofensiva que emprendió la Columna Mangada. Pero, dada su alta capacidad militar, fue destinado a Los Alcázares, donde organizó una nueva Escuela de pilotos. A mediados de octubre reorganizó el Aeródromo de Los Llanos de Albacete, coincidiendo con la llegada de las nuevas escuadrillas de aviones soviéticos (a los que preparó antes de que fueran enviados a la Defensa de Madrid). A principios de 1937 fue nombrado comandante de la 2.ª Región Aérea, que abarcaba las provincias de Málaga, Almería, Murcia, Jaén y Albacete, donde poco pudo hacer para evitar el desastre de Málaga dada la escasez de aviones que sufría la región bajo su mando. En julio de ese año fue nombrado jefe del Estado Mayor de las recién creadas Fuerzas Aéreas de la República Española (FARE). En calidad de tal, dirigió las operaciones de la Aviación republicana durante la ofensiva de Zaragoza, aunque sin demasiado éxito. En octubre de 1937, sin embargo, sí obtendría un rotundo éxito durante el bombardeo del Aeródromo de Zaragoza, que se saldó con la destrucción y avería de un gran número de aviones franquistas. En diciembre se trasladó a Algeciras, desde coordinó la actuación de las FARE durante la batalla de Teruel, aunque las derrotas militares de los republicanos comenzaron a minar su moral.
A principios de 1938 cayó enfermo, víctima de una grave úlcera, y, todavía convaleciente, fue testigo de los graves bombarderos de Barcelona de marzo. El 7 de abril, aún enfermo en cama, fue nombrado subsecretario de Aviación. En octubre fue ascendido a coronel, en reconocimiento a sus servicios y su carrera militar. Un mes más tarde hubo de hacerse cargo de las FARE, de forma accidental, mientras Hidalgo de Cisneros realizaba un viaje a la URSS para adquirir material bélico. Con la derrota republicana en Cataluña, pasó a Francia aunque volvió a la zona Centro-sur, reclamado por el presidente Negrín. Dado que era plenamente consciente de la conspiración del coronel Casado, ordenó concentrar en Monóvar todos los Douglas DC-2 y demás aparatos de transporte, para tenerlos bajo su control directo y evitar que cayeran en manos de los alzados. Cuando se produjo el Golpe de Estado de Casado, no lo apoyó pero en cambio sí consiguió evacuar a numerosos republicanos comprometidos.

### Exilio
Con el final de la contienda, partió al exilio en Francia al igual que su familia y el resto del Gobierno de Negrín. Abandonó España el 6 de marzo de 1939 desde el aeródromo de Monóvar a bordo de un avión de Havilland DH.89 Dragon Rapide, junto al general Antonio Cordón así como el poeta Rafael Alberti y su compañera María Teresa León, con destino a Orán. Desde allí fue trasladado a París. Más tarde pasaría al exilio en Ciudad Lerdo, Durango México, donde viviría con su familia y realizaría algunas publicaciones sobre sus experiencias en la contienda.